# Gaudryella gaudryi
Gaudryella es un género extinto de peces osteíctios prehistóricos de la superclase Osteichthyes. Este género marino fue descrito científicamente por Patterson en 1970.

## Especies
Clasificación del género Gaudryella:
- † Gaudryella Patterson 1970
  - † Gaudryella gaudryi Pictet y Humbert 1866